# Тийм
„Тийм“ (на словашки и на английски: Team, букв. „Отбор“) е словашка рок група. Основана е в началото на 80-те години на XX век в град Мартин в тогавашна Чехословакия.
В продължение на три последователни години (1989, 1990 и 1991 г.) печели наградата „Златен славей“ в категорията за най-добра група на годината в едноименната анкета на списание „Млади свет“, а през последната от тях фронтменът ѝ Павол Хабера печели и наградата за най-добър изпълнител. След успеха на първия си албум от 1988 г. групата го записва и на международния език есперанто, издаден през следващата година и който представя на конгресите на есперантистите в чужбина.

## Състав

### Настоящи членове
- Павол Хабера – вокал и китара (от 1988 до 1995 г. и от 1999 г.)
- Душан Анталик – китара (от 1980 г.)
- Иван Валек – баскитара (от 1980 г.)
- Юрай Татар – клавишни (от 2000 г.)
- Марцел Бунтай – барабани (от 2014 г.)
- Матей Моравек – китара (от 2014 г. на концерти)

### Бивши членове
- Иван Марчек – барабани (от 1980 до 1988 г., от 1992 до 1995 г., от 2001 до 2014 г.; починал през 2014 г.)
- Милан Дочекал – клавишни (от 1980 – 1995 г., от 1999 до 2009 г., от 2011 до 2012 г.) и вокал (от 1980 до 1988 г.)
- Бохуш Кантор – клавишни (от 1986 до 1999 г.)
- Ерих Зигел – барабани (от 1989 до 1991 г.)
- Душо Петрус – барабани (от 1996 до 1998 г.)
- Роман Ревай – вокал (от 1996 до 1998 г.)
- Емил Фратрик – барабани (2000 г.)

## История

### Първата половина на 80-те години. Основаване
Групата е основана през 1980 г. от китариста Душан Анталик и баскитариста Иван Валек в град Мартин. Първоначалният състав включва още клавириста и певец Милан Дочекал и барабаниста Иван Марчек. Преди създаването на „Тийм“ трима от тях са членове на други групи, които използват обща стая за репетиции по различно време. На лист, поставен на вратата на стаята, е изобразено разписание, на който пише Troll, Electra a Midd („Трол“, „Електра“ и „Мид“ – имената на групите), и след разпадането им решават да създадат нова група, като за името ѝ вземат началните букви на групите, свързани със съюза a („и“).
Не след дълго Анталик започва да ходи на курсове по езика есперанто в местния културен дом, водени от Станислав Марчек (по-познат като Стано Марчек), който организира курсове и събития, свързани с движението, и по това време е редактор на списание „Словашки есперантист“ (на есперанто: Esperantisto slovaka). Воден от идеята, че музиката и езикът имат обща цел, китаристът убеждава другите членове, както и още двама техници да се присъединят на курсовете.
Първия си концерт съставът изнася през 1982 г. по време на събранието на младите есперантисти в град Долни Кубин в централната северна част на днешна Словакия. На него присъстват Джорджо Силфер и Перла Мартинели, които са членове на Кооперацията на списание „Литературен панаир“ (на есперанто: Kooperacio de „Literatura foiro“ или LF-koop) и отразяват събитието, а част от концерта е включена на аудиокасета във втория брой на списание „Есперанта Сонгазето“ от следващата година. Междувременно обаче се налага музикантите да отбият двугодишната си военна служба, с което дейността на групата се прекъсва за известно време.

### Втората половина на 80-те години. Първи записи
Първата краткосвиреща плоча, включваща песните Beh („Бяг“) и Internátne ráno („Общежитийно утро“), е издадена през 1986 г. от „Опус“. Същата година към групата се присъединява вторият ѝ клавирист Бохуш Кантор, с когото членовете записват няколко сингъла. С продуцента Юлиус Кинчек започват да набавят песни за първия си албум.
През 1988 г. се присъединява певецът Павол Хабера, който я оглавява. Повечето от материала за дебютния албум е вече готов, а самият Хабера допринася с песните Máš moje číslo („Имаш номера ми“) и List od Vincenta („Писмо от Винцент“), които записва първоначално с предишната си група „Авион“. Най-познатата песен от този албум е Reklama na ticho („Реклама за тишина“). Дебютният албум от същата година, носещ името на групата, се оказва успешен и членовете решават да го запишат и на есперанто под заглавието En Esperanto, издаден през 1989 г. само на аудиокасета. За тази цел им помага Стано Марчек, който става техен мениджър до 1998 г., а преводите на текстовете са дело на Джорджо Силфер и Перла Мартинели. С някои от инструментите си музикантите се сдобиват чрез германски приятели есперантисти на мениджъра.
През лятото на 1989 г. групата потегля на първото си чуждестранно турне, изнасяйки концерт в Германия, Белгия, на 45-ия Международен младежки конгрес в Керкраде, Нидерландия и на 74-тия Световен есперантски конгрес в Брайтън, Великобритания. По време на записите за втория словашки албум Prichytený pri živote („Хванат жив“) от същата година на мястото на барабаниста Иван Марчек идва Ерих Зигел. По-познати песни от него са Prievan v peňaženke („Течение в портфейла“) a Lietam v tom tiež („И аз се впускам“). Зигел участва и в записите по третия албум Team 3 от 1990 г., хит от който става Držím ti miesto („Пазя ти място“). През това време групата започва работа със звукозаписната компания „Томю Рекърдс“.

### 90-те години
По повод състоялото се в зала „Палафиори“ юбилейно 40-о издание на Фестивала на италианската песен в Санремо през февруари и март 1990 г. е организирана поредица от четиридневни концерти под името Sanremo libertà („Санремо свобода“) в театър „Аристон“, на които вземат участие изпълнители от бившия Източен блок след политическите промени от предната година. На втория концерт от 1 март „Тийм“ участва заедно с чехите Далибор Янда и Зора Яндова, а на втория концерт от предния ден участват българската група „Орион“, Чеслав Немен, Милва и Мариля Родович.
В началото на десетилетието успоредно с дейността си в групата Павол Хабера поставя начало и на успешната си самостоятелна кариера.
За четвъртия албум от 1991 г. на барабаните е отново Иван Марчек. Продуциран е самостоятелно от групата и е записан в студио, което Анталик и Дочекал създават с помощта на чешкия продуцент Павел Скиба.
В албума Team 5 от 1993 г. една от песните се изпълнява за първи път солово от Душан Анталик.
През 1995 г. групата претърпява едногодишно затишие.
Издаденият през 1997 г. албумът Voľná zóna („Свободна зона“) е единственият, в който вокалист е не Хабера, а Роман Ревай (освен в песента Moc mladá („Твърде млада“), изпята от Анталик). Това е последният албум и с Бохуш Кантор. В него не участват и Милан Дочекал и Иван Марчек – на мястото на втория свири Душо Петрус.
През 1997 г. Хабера се връща в групата и следващият албум 7edem излиза през 1998 г. От него по-позната песен е Krátke lásky („Кратки любови“). На клавишни започва да свири Юрай Татай.

### От 2000 г. нататък
На барабаните Марчек се връща за албума Mam na teba chut :-) („Харесвам те :-)“) от 2002 г. Освен заглавната песен от него става по-известна и песента Slovník cudzích snov („Речник на чуждите мечти“).
През 2003 г. групата издава първия си концертен албум Live in Praha („На живо в Прага“). Към 2024 г. последните два студийни албума са Team X и Team 11, издадено съответно през 2004 и 2007 г.
През 2009 г. Милан Дочекал напуска състава, тъй като не е в състояние да изнася концерти поради проблемите си с наркотиците и депресията. През 2011 г. се завръща за кратко, но след това пак го напуска.
През декември 2011 г. групата съобщава в официалния си сайт провеждането на прощално турне за през следващата година, включващо 16 концерта в Словакия и Чехия, на които е съпровождана от мартинската група „Хорска хата“. Въпреки това групата продължава дейността си след края му.
През май 2014 г. умира барабанистът Иван Марчек и на негово място идва Марцел Бунтай.

## Дискография

### Студийни албуми
- 1988 – Team
- 1989 – En Esperanto (версия на есперанто на първия)
- 1989 – Prichytený pri živote
- 1990 – Team 3
- 1991 – Team 4
- 1993 – Team 5
- 1996 – Voľná zóna
- 2000 – 7edem
- 2002 – Mam na teba chut :-)
- 2004 – Team X
- 2007 – Team 11

### Концертни албуми
- 2003 – Live in Praha
- 2008 – Best of Tour 2008 výber (20 rokov skupiny Team)

### Сборни албуми
- 1994 – Hity
- 1997 – Best Of
- 2000 – Zlaté hity
- 2005 – Pavol Habera & Team (Best of… 1988–2005)
- 2006 – Gold
- 2007 – Největší hity
- 2009 – Team – Prichytený pri živote (включващ първите два словашки албума)
- 2016 – Od a po zet

### Сингли
- 1986 – Beh/Internátne ráno
- 1987 – Veľké slová/Na jednej lodi
- 1989 – Lietam v tom tiež/Odvrátená strana tvojej tváre
- 1989 – Diera do sveta/Minca vo vzduchu
- 1990 – Change/Roxy
- 1991 – Čo s tým?/Ženská menom Panika
- 1993 – Život je nuda/S tebou, bez teba
- 1996 – Nebo, poď k nám
- 2002 – Mám na teba chuť…
- 2007 – Ako málo
- 2015 – Viem, čo cítíš